# Nævus verruqueux
Le nævus verruqueux est une forme de tumeur cutanée (prolifération cellulaire anormale), qui fait partie des tumeurs næviques. C'est une malformation congénitale de l'épiderme, qui peut se développer dans l'enfance.
Son origine est encore mal comprise.